# 林肯縣 (科羅拉多州)
林肯縣（英語：Lincoln County）是美國科羅拉多州東部的一個縣。面積6,699平方公里。根據美國2000年人口普查，共有人口6,087。縣治休哥（Hugo）。
成立於1889年4月11日。縣名紀念第十六任總統亞伯拉罕·林肯。